# Maximální ideál (teorie okruhů)
Maximální ideál je v algebře takový ideál, který je v daném okruhu mezi vlastními ideály maximální vzhledem k inkluzi. Jinými slovy, I je maximální ideál okruhu R, pokud I je vlastní ideál a pro každý ideál J⊇I platí, že buď J = I, nebo J=R.

## Vlastnosti
- V komutativních okruzích s jednotkovým prvkem je každý maximální ideál prvoideálem.
- V komutativních okruzích s jednotkovým prvkem je faktorokruh podle ideálu tělesem právě tehdy, je-li tento ideál maximální
- V každém případě je faktorokruh podle maximálního ideálu jednoduchý okruh.
- Každý okruh s jednotkovým prvkem obsahuje maximální ideál (Krullova věta)

## Příklady
- Jednoduchým příkladem maximálních ideálů jsou hlavní ideály v celých číslech generované prvočíslem